# Branko Jegić
Branko Jegić (Subotica, 13. travnja 1944. – Subotica, 19. ožujka 2002.) je bački hrvatski književnik i kulturni radnik iz Vojvodine. Pisao je pjesme, eseje, kritike, a pisao je po raznim časopisima, osobito onima kršćanske i hrvatske orijentacije.
Djela je objavljivao kao Branko Jegić te pseudonimima Branimir, Stjepan Filipović, Krešimir Vranić.

## Životopis
Rodio se u Subotici gdje je završio osnovnu školu. Srednje školovanje je imao u Nadbiskupijskoj klasičnoj gimnaziji na Šalati u Zagrebu i u Gimnaziji Josipa Jurja Strossmayera u Đakovu. Višu školu također je pohađao u Đakovu. To je bila Visoka bogoslovna škola koju je završio 1970., no nije se zaredio. Iako je ostao laik, ostao je vrlo odan Crkvi, u čijem je duhu djelovao. Zaposlio se u Subotici.
U kulturi je mnogo ostavio. Pjesme je objavljivao još od đačkih dana, u đačkim listovima. Otkad je objavio pjesme u književnom časopisu Rukoveti, javnost je doznala više o njemu. Osim ondje, objavio je radove u Subotičkoj Danici, Bačkom klasju, Godišnjaku Bunjevačkog kola te inima.
U svojim pjesmama ima suvremeni, moderni pjesnički izraz i oblik.
Svojim djelima je ušla u antologiju poezije nacionalnih manjina u Srbiji Trajnik (prireditelja Riste Vasilevskog).

## Vanjske poveznice
- Vijenac br.400/2009.  Arhivirana inačica izvorne stranice od 17. srpnja 2009. (Wayback Machine) Budi svoj - Izbor iz suvremenoga hrvatskog pjesništva u Vojvodini (1990–2009)
- Radio Subotica, program na hrvatskom  Arhivirana inačica izvorne stranice od 14. kolovoza 2012. (Wayback Machine) Iz tiska izašao XI. svezak «Leksikona podunavskih Hrvata – Bunjevaca i Šokaca, SB/SJ, 17. srpnja 2012.